# Oar nigrescens
Oar nigrescens là một loài bướm đêm trong họ Geometridae.